# 釋氣
釋氣 (有時稱為氣體揮發，特別是參考室內空氣品質) 是一些材料因為分解、通風、或吸收所釋放出的氣體。例如，研究顯示大氣層中二氧化碳的濃度有時和海洋的釋氣有所關聯。它可以包含昇華和蒸發等，一種物質變成氣體的相變，以及脫附，來自容器裂縫或內部的氣體產品滲漏造成的緩慢化學反應。沸騰通常被認為是一種單純的釋氣現象，因為它是由相同物質的液體相變成為蒸氣的作用。

## 在真空中釋氣
對創造高真空度的環境而言，釋氣是一種挑戰。美國國家航空暨太空總署堅持以低釋氣材料清單的物件來維護太空航具，包括光學元件、熱輻射體、或太陽電池和遮蔽物。通常不被視為高吸水性的材料會釋放足夠輕的分子干擾到工業或科學的真空作業流程。水蒸氣、火漆、潤滑劑、和黏合劑是最常見的來源，即使是金屬和玻璃也可以從裂縫或雜質中釋放出氣體。溫度越高釋氣的量也越大，因為蒸氣壓和化學反應的速率會隨溫度增加。大部分的固體材料，製造及配置的方法可以顯著的減少釋氣的水準。在使用之前清洗表面或烘烤個別的元件或整個設備，可以排除揮發性物質。
NASA的星塵號太空船由於遭受不明的未知物質汙染，導致導航相機的 CCD感測器的影像品質降低 （页面存档备份，存于），相同的問題也影響了卡西尼號太空船的 窄角度相機，但經過反覆的將系統的溫度提高4℃，這個問題已經消除了。釋氣已經廣泛的影響到歐洲太空總署羅塞塔號太空船上質譜儀的綜合特性。

## 來自岩石的釋氣
釋氣是許多類地行星或衛星稀薄大氣層的主要來源。在極端真空的環境下許多材料都是揮發性物質，像是環繞著地球的衛星，月球在室溫下會釋出許多氣體，甚至沸騰。長久以來，月球表面受到太陽風的轟擊，許多物質已經釋氣，但是在深處依然存在著揮發性物質。一旦釋放後，氣體的密度總是低於周圍環境的砂和岩石而滲出表面。月球大氣層可能源自表面下被溫暖物質的釋氣。在地球的分離板塊邊緣是創造地殼的區域，氦和二氧化碳這一些揮發性物質會從岩漿和地函釋出。

## 在封閉環境中釋氣
如果在一個封閉的環境中收集那裡停滯或循環的空氣，釋氣會非常顯著。例如，這是新車內氣味的源頭。如果在封閉的框中保存幾個月，即使是原本幾乎沒有味的材料，例如木材，也會有難聞的味道。這涉及一些柔軟劑和溶劑，在眾多的工業產品中，特別是塑膠，可能對人體的健康有害
。一些種類硫化過程的密封膠在使用後幾個星期還會釋放出氰化物的毒氣。在潛艇和太空站的設計中，對這些有毒氣體的釋氣非常在意。

## 外部連結
- Outgassing Data for Selecting Spacecraft Materials Online (NASA database) （页面存档备份，存于）
- Outgassing Data For Common Materials
- ESA Outgassing Data for Spacecraft Materials according to ECSS-Q-70-02 （页面存档备份，存于）

## 註解
1. ↑  Strong, John. . Bradley, IL: Lindsay Publications. 1938., Chapter 3
2. ↑   (PDF).   [2011-09-22]. （原始内容 (PDF)存档于2021-04-17）.
3. ↑  B. Schläppi, et al. (2010), Influence of spacecraft outgassing on the exploration of tenuous atmospheres with in situ mass spectrometry, J. Geophys. Res., 115, A12313, doi:10.1029/2010JA015734.